# Как старик корову продавал
«Как старик корову продавал» — советский кукольный мультфильм 1980 года, снятый Творческим объединением «Экран» по сценарию Сергея Михалкова. Это экранизация его же одноимённого стихотворения на основе шуточных русских народных сказок. Всех персонажей озвучивает Вячеслав Невинный.

## Сюжет
Шумит, гудит деревенская ярмарка. Все продают и покупают, трактирщики расхваливают свой чай с бубликами, повсюду разгуливает молодой скоморох и веселит честной народ. Смеётся каждый, и шутки разлетаются не переставая. Один незадачливый старик пытается продать свою больную корову, которая к тому же не даёт молока. День клонится к вечеру, а дело не идёт — чересчур честный продавец попался. Вместо того чтобы сочинить что-то о достоинствах животного, он честно рассказывает покупателям о его недостатках.
Скоморох, увидев, как старик продавал свою корову, решил прийти на помощь. Когда подходит очередной барин, парень расписывает преимущества коровы в самых ярких красках. Доверчивый покупатель уже готов выложить свои кровные деньги, но тут старик не выдерживает и решает, что такое чудное животное ему и самому в хозяйстве пригодится.

## Над фильмом работали
- Автор сценария: Сергей Михалков
- Режиссёр: Алексей Соловьёв
- Художник-постановщик: Марина Зотова
- Оператор: Иосиф Голомб
- Звукорежиссёр: Виталий Азаровский
- Художники-мультипликаторы: Борис Савин, Мария Карпинская
- Роли озвучивал: Вячеслав Невинный
- Куклы изготовили:
  - Любовь Доронина,
  - Маргарита Богатская,
  - Галина Круглова,
  - Надежда Лярская,
  - Евгений Баскаков,
  - Галина Филиппова,
  - Нина Пантелеева
- Монтажёр: Любовь Георгиева
- Редактор: Любовь Стефанова
- Директор: Елена Бобровская

## Интересные факты
- Мультфильм снят по мотивам шуточной русской народной сказки, изложенной в стихах Сергеем Михалковым. Стихотворение входило в книги поэта: «Для больших и маленьких» (Москва, 1944) под названием «Чудак»; «Стихи» (Москва, 1946) под названием «Как старик на рынке корову продавал»; а также в сборнике «Пионерский театр» (Москва, тоже 1946 год) произведение печаталось под названием «Худая корова». Иллюстраторами сказки были Владимир Конашевич и Борис Пророков.
- В том же году вышло продолжение мультфильма «Жадный богач», также снятое по одному из произведений Сергея Михалкова и имевшее такой же успех. Парень-скоморох и богач появляются уже в этом мультфильме в качестве главных героев. Старик, который продавал свою корову, появляется в мультфильме уже в качестве скорняка. Также в фильме появляются покупатели коровы — богатые муж и жена из первого фильма.